# Leo Diaconus
Leo Diaconus (grekiska: Λέων ο Διάκονος), född omkring 950, död omkring 1000, var en bysantinsk historiker.
Leo Diakonus skrev en av Johannes Skylitzes och Johannes Zonaras utnyttjad historia i 10 böcker, omfattande tiden 959-979, delvis grundad på andras muntliga berättelser, delvis på personliga upplevelser. Den är sammanfattad efter 992. Som den enda direkta källan för Nikeforos II Fokas och Johannes I Tzimiskes tid är Leo Diaconus arbete betydelsefullt. En utgåva med kommentarer utgavs av Charles Benoît Hase 1819 och omtrycktes i Corups scriptorum historiæ byzantinæ 1828 och utgavs på nytt av Jacques Paul Migne i Patrologica græca 1864.